# Ochtyna
Ochtyna (słow. Ochtiná) – wieś (obec) na Słowacji położona w kraju koszyckim, w powiecie Rożniawa. Pierwsze wzmianki o miejscowości pochodzą z roku 1243.
Według danych z dnia 31 grudnia 2012, wieś zamieszkiwały 533 osoby, w tym 289 kobiet i 244 mężczyzn.
W 2001 roku rozkład populacji względem narodowości i przynależności etnicznej wyglądał następująco:
- Słowacy – 89,18%
- Czesi – 0,76%
- Romowie – 7,21%
- Ukraińcy – 0,19%
- Węgrzy – 1,9%

Ze względu na wyznawaną religię struktura mieszkańców kształtowała się w 2001 roku następująco:
- Katolicy rzymscy – 7,59%
- Grekokatolicy – 1,14%
- Ewangelicy – 66,41%
- Ateiści – 23,34%
- Nie podano – 0,95%